# Gazania
Gazania Gaertn., 1791 è un genere di piante angiosperme dicotiledoni della famiglia delle Asteraceae. Il genere, originario dell'Africa meridionale, comprende numerosissimi ibridi commerciali. Sono piante coltivate per la resistenza alla siccità e per la bellezza dei fiori.

## Descrizione

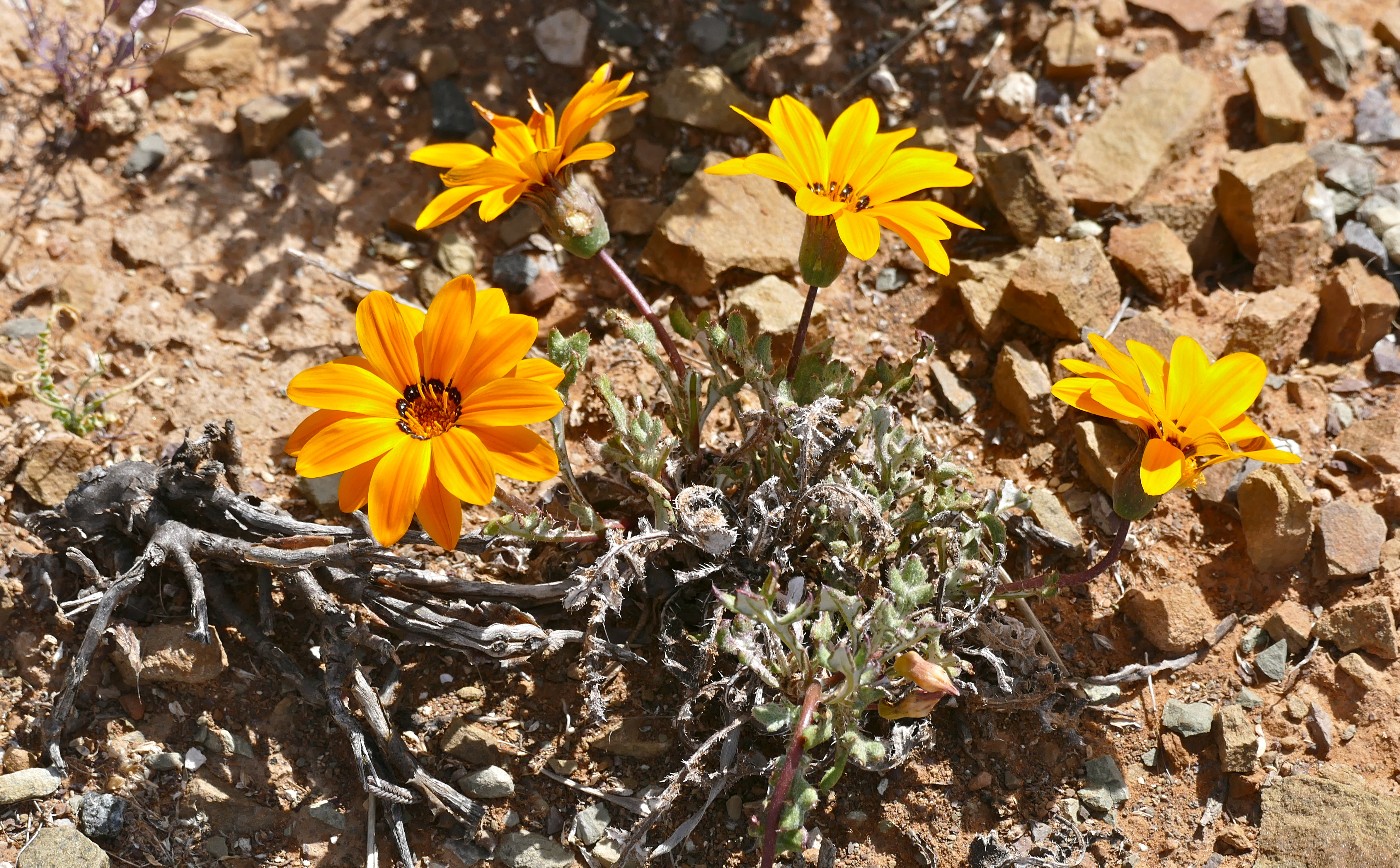
Il portamento
Gazania krebsiana

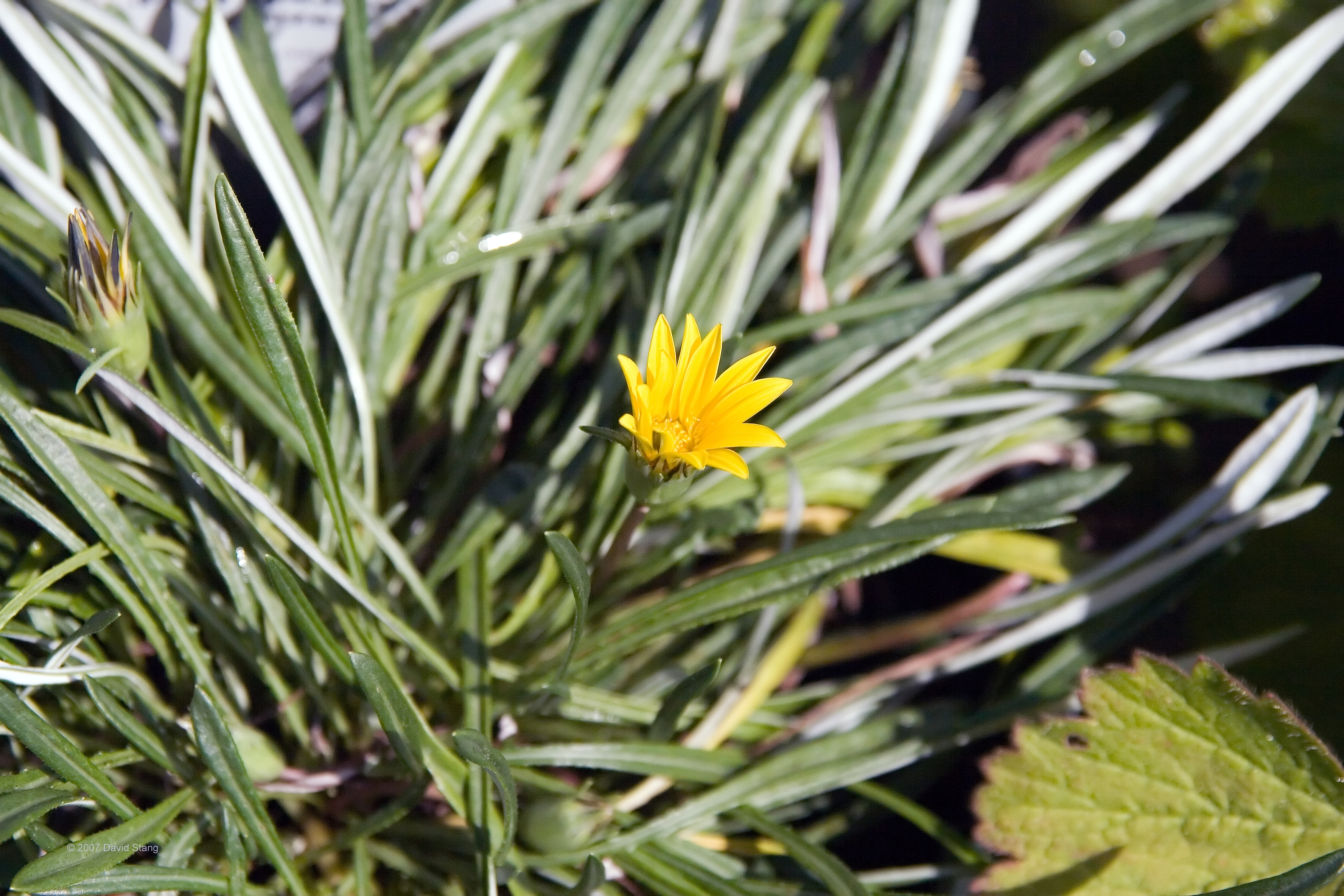
Le foglie
Gazania linearis

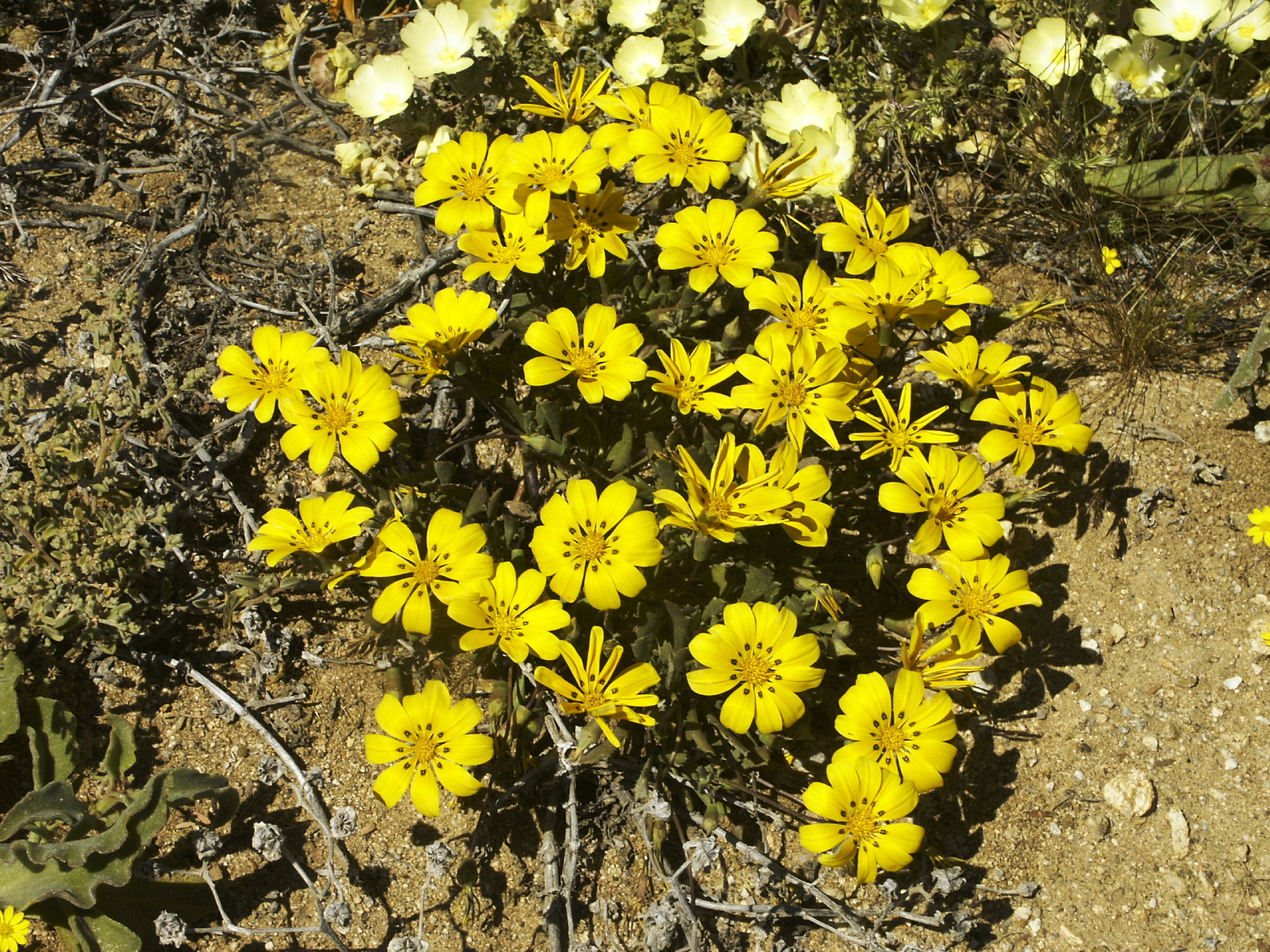
Infiorescenza
Gazania lichtensteinii

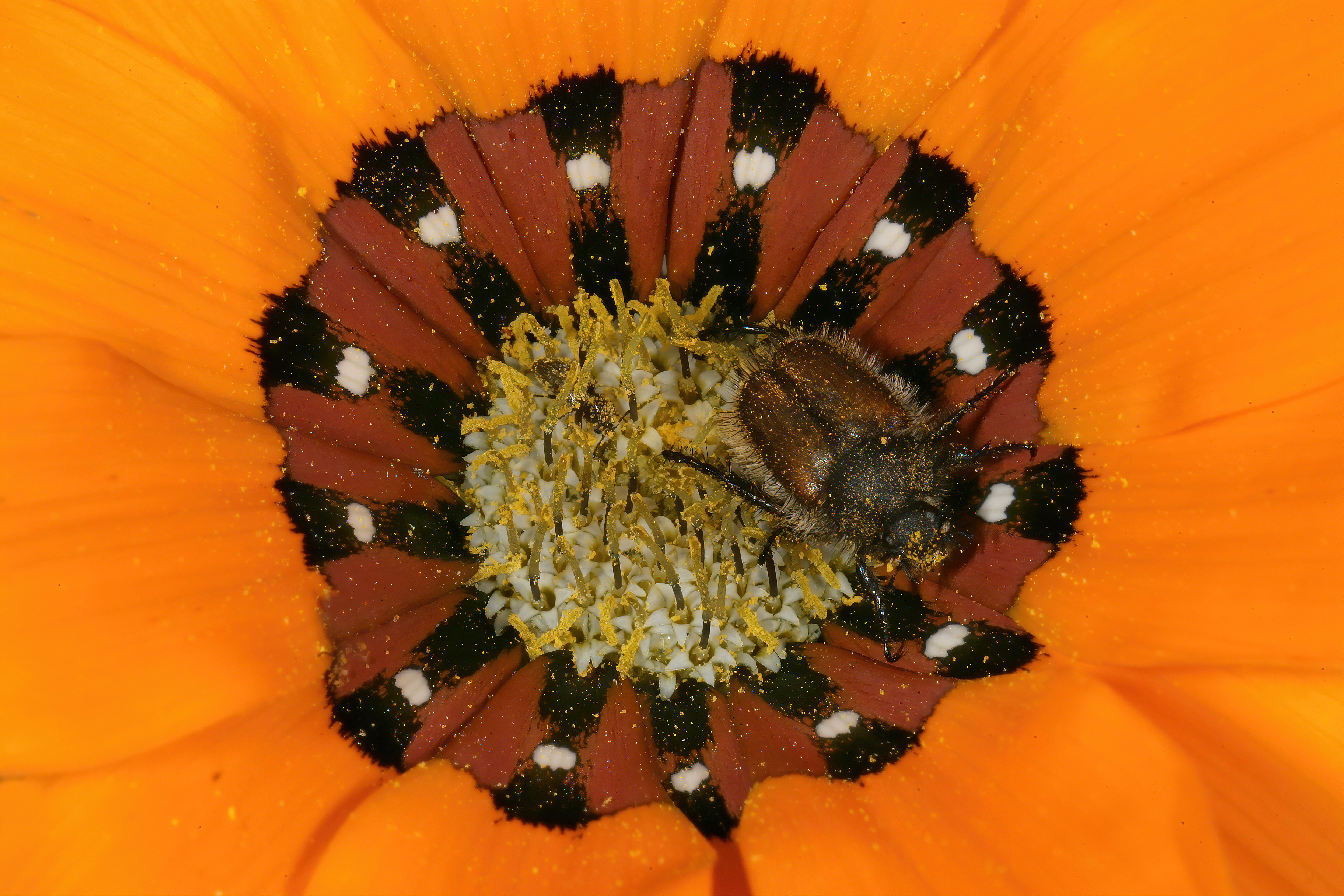
I fiori
Gazania pectinata

Le specie di questo genere hanno un portamento erbaceo perenne (raramente annuale) o subarbustivo (cespitoso) con organi interni contenenti quasi sempre latice; in generale sono prive di spine. Spesso si presentano anche con portamenti rosulati e/o legnosi. Altezza massima 40 – 50 cm.
Le gazanie presentano un folto apparato fogliare formato da foglie persistenti, lanuginose in alcune specie, sempre verdi nella pagina superiore e grigie argentate in quella inferiore, che da filiformi (intere) diventano spatolate e pubescenti man mano che crescono. Sono presenti anche forme pennatosette. Le foglie lungo il caule sono disposte in modo alterno. I peli delle foglie possono essere disposti in striature longitudinali.
Le infiorescenze sono composte da capolini eterogami peduncolati o scaposi. I capolini di tipo radiato (raramente di tipo discoide), sono formati da un involucro composto da brattee (o squame) disposte su più serie (2 - 3) all'interno delle quali un ricettacolo fa da base ai fiori tubulosi (quelli centrali o del disco) e ligulati (quelli periferici e radianti). L'involucro ha una forma variabile da campanulata a cilindrica (o obconica). Le brattee sono connate alla base. Il ricettacolo è alveolato con forme coniche o convesse; in alcuni casi incomincia a lignificarsi all'antesi.
I fiori sono tetra-ciclici (ossia sono presenti 4 verticilli: calice – corolla – androceo – gineceo) e pentameri (ogni verticillo ha in genere 5 elementi). I fiori sono inoltre ermafroditi (quelli del disco) e sterili o neutri (quelli periferici).
- Formula fiorale:

*/x K {\displaystyle \infty }, [C (5), A (5)], G 2 (infero), achenio
- Calice: i sepali del calice sono ridotti ad una coroncina di squame.

- Corolla: le corolle dei fiori del raggio hanno delle ligule raggianti che terminano con 4 denti o lobi; i lobi in genere sono sclerificati sui margini o lungo le venature; i colori sono giallo, arancio o rosso con una macchia basale nerastra e una striscia dorsale più scura. Anche i lobi dei fiori del disco centrale sono ispessiti.

- Androceo: gli stami sono 5 con filamenti liberi e distinti, mentre le antere sagittate sono saldate in un manicotto (o tubo) circondante lo stilo. L'appendice apicale delle antere varia da corta a lunga, normalmente è acuta e sfrangiata; le teche sono speronate con o senza coda. L'endotecio normalmente è privo di pareti laterali ispessite, possono essere presenti alcune cellule polarizzate. Il polline può avere varie forme ma generalmente è sferico.

- Gineceo: lo stilo è filiforme, mentre gli stigmi dello stilo sono due divergenti. L'ovario è infero uniloculare formato da 2 carpelli. Gli stili sono claviformi e alla base della biforcazione stigmatica è presente un anello peloso; nella parte superiore possono essere leggermente ispessiti.

Il frutto è un achenio con pappo. Gli acheni, con forme obovoidi, sono costoluti e dorsoventralmente asimmetrici; il pericarpo si presenta con una subepidermide sclerificata su 1 - 2 strati di cellule rotondeggianti; la superficie può essere sericea o villosa. Il pappo è costituito da due serie di squame con forme lineari-subulate.

## Biologia
- Impollinazione: l'impollinazione avviene tramite insetti (impollinazione entomogama tramite farfalle diurne e notturne).
- Riproduzione: la fecondazione avviene fondamentalmente tramite l'impollinazione dei fiori (vedi sopra).
- Dispersione: i semi (gli acheni) cadendo a terra sono successivamente dispersi soprattutto da insetti tipo formiche (disseminazione mirmecoria). In questo tipo di piante avviene anche un altro tipo di dispersione: zoocoria. Infatti le brattee dell'involucro possono agganciarsi ai peli degli animali di passaggio disperdendo così anche su lunghe distanze i semi della pianta.

## Distribuzione e habitat
La distribuzione delle piante di questa specie è relativa al Sudafrica e Namibia. Alcune specie si estendono in Tanzania e Mozambico. Altrove (Europa, Australia e California) sono naturalizzate.

## Tassonomia
La famiglia di appartenenza di questa voce (Asteraceae o Compositae, nomen conservandum) probabilmente originaria del Sud America, è la più numerosa del mondo vegetale, comprende oltre 23.000 specie distribuite su 1.535 generi, oppure 22.750 specie e 1.530 generi secondo altre fonti (una delle checklist più aggiornata elenca fino a 1.679 generi). La famiglia attualmente (2021) è divisa in 16 sottofamiglie.

### Filogenesi
Le piante di questa voce appartengono alla sottotribù Gorteriinae (tribù Arctotideae) della sottofamiglia Vernonioideae. Questa assegnazione è stata fatta solo ultimamente in base ad analisi di tipo filogenetico sul DNA delle piante. Precedenti classificazioni descrivevano queste piante nella sottofamiglia Cichorioideae.
Da un punto di vista filogenetico (secondo la classificazione APG) la sottotribù è suddivisa in due cladi: un primo clade con a capo il genere Berkheya; un secondo clade con i generi Gazania, Hirpicium e Gorteria, caratterizzato dai peli delle foglie disposti in striature longitudinali e le appendici apicali delle antere frangiate.
Sandro Pignatti nella "Flora d'Italia", per scopi puramente pratici inerenti alla flora spontanea italiana, descrive il genere Gazania all'interno della tribù "Calenduleae" (subfamiglia "Tubuliflorae"). La sottofamiglia "Tubuliflorae" (sinonimo di Asteroideae nella classificazione APG) si distingue per le piante generalmente prive di lattice (ad esclusione del genere di questa voce), per i capolini di tipo discoide o radiato e i granuli pollinici ricoperti di spinule distribuite uniformemente. La tribù "Calenduleae" (ottava tribù della subfamiglia "Tubuliflorae") si distingue per la presenza di piante erbacee o suffruticose prive di spine, per i capolini eterogami, per i fiori periferici (a forma ligulata) generalmente femminili e i fiori centrali (a forma tubulosa) ermafroditi e spesso maschili per aborto della parte femminile e le antere con forme sagittate alla base. Il genere di questa specie è simile al genere Calendula, si differenzia per gli acheni interni più diritti (o poco curvi) e con superficie non rugosa e non tubercolata; è inoltre simile al genere Arctotheca, si differenzia per le ligule colorate di giallo e arancio e nere alla base e una macchia bianca al centro.
Il numero cromosomico delle specie di questo gruppo è: 2n = 18 e 20.

### Elenco delle specie
Per questo genere sono assegnate le seguenti 19 specie:
- Gazania caespitosa Bolus
- Gazania ciliaris  DC.
- Gazania heterochaeta  DC.
- Gazania jurineifolia  DC.
- Gazania krebsiana  Less.
- Gazania lanata  Magee & Boatwr.
- Gazania leiopoda  (DC.) Roessler
- Gazania lichtensteinii  Less.
- Gazania linearis  (Thunb.) Druce
- Gazania maritima  Levyns
- Gazania othonnites  Less.
- Gazania pectinata  (Thunb.) Hartweg
- Gazania rigens  (L.) Gaertn.
- Gazania rigida  (Burm.f.) Roessler
- Gazania schenckii  O. Hoffm.
- Gazania serrata  DC.
- Gazania splendidissima  Mucina, Magee & Boatwr.
- Gazania tenuifolia  Less.
- Gazania thermalis  Dinter

### Flora spontanea italiana
Sul territorio italiano è presente la seguente entità:
- Gazania rigens (L.) Gaertn. - Gazania strisciante: l'altezza massima della pianta è di 2 - 4 dm; il ciclo biologico è annuo; la forma biologica è emicriptofita scaposa (H scap); il tipo corologico è Sudafricano; l'habitat tipico sono gli incolti aridi in ambienti costieri; in Italia è una specie comune e si trova al Sud fino ad una quota di 300 m s.l.m..

### Sinonimi
Sono elencati alcuni sinonimi per questa entità:
- Gazaniopsis C. Huber
- Melanchrysum  Cass.
- Meridiana  Hill
- Moehnia  Neck.

## Coltivazione

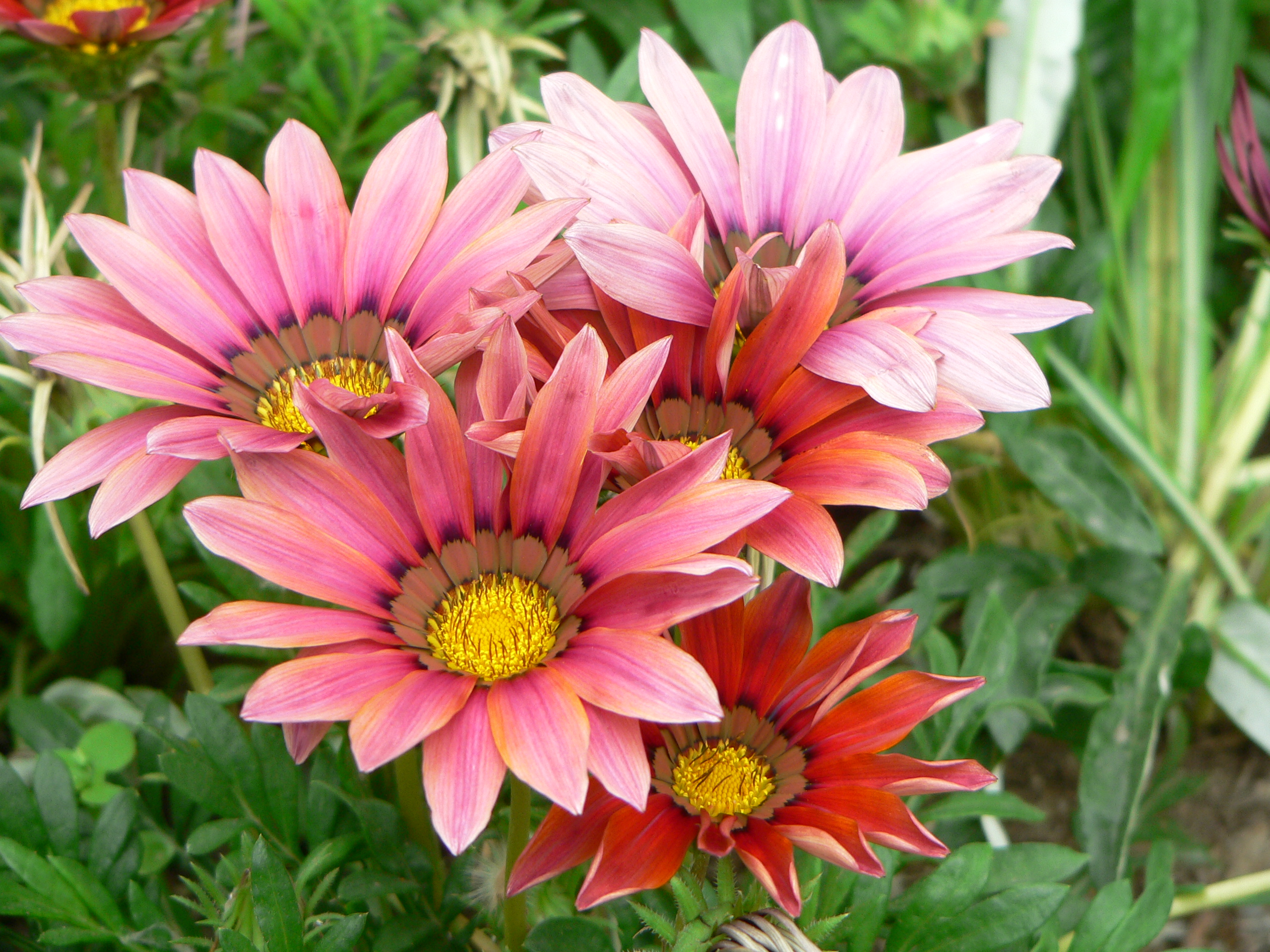
Fiori di un ibrido di Gazania

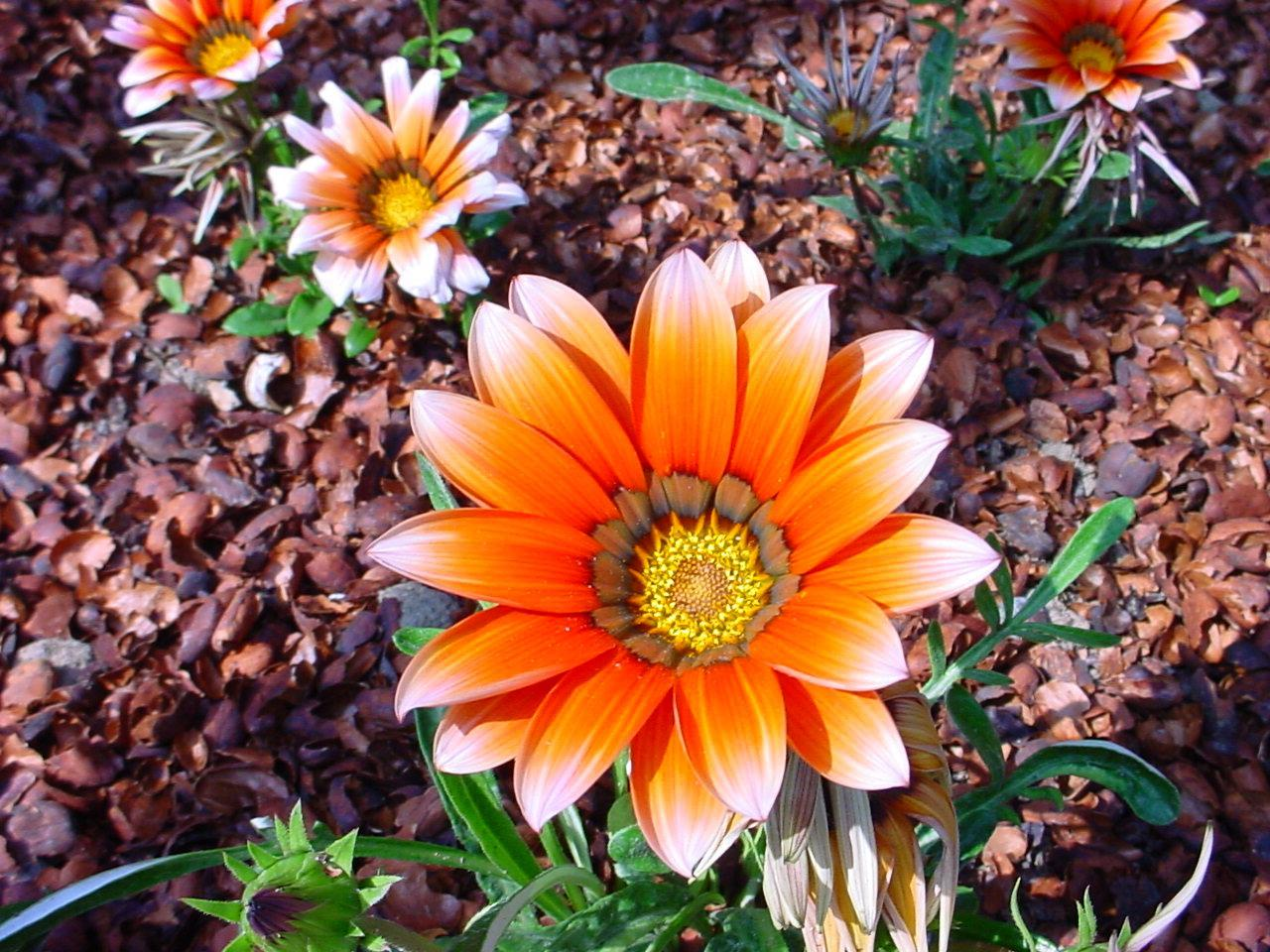
Fiori di un ibrido di Gazania

Le gazanie sono piante da coltivare all'aperto, in piena terra o in vaso, comunque esposte ai raggi solari diretti. Nelle regioni a clima più freddo in inverno le Gazania dovranno essere protette dalle piogge e dal gelo in un luogo luminoso non innaffiando se non è proprio necessario. Queste piante sopportano temperature minime anche di 5-8 °C mentre non hanno problemi a stare sotto il sole a temperature anche alte.

Le Gazania non sopportano ristagni idrici persistenti soprattutto nella stagione fredda. In estate però le piante hanno bisogno di molta acqua ma è consigliabile aspettare che il substrato si asciughi appena prima di innaffiare nuovamente. Durante la fase di crescita si può somministrare raramente e in dosi molto blande un buon concime NPK (azoto, fosforo e potassio) bilanciato.

## Moltiplicazione
La Gazania può essere riprodotta effettuando delicatamente una divisione dei cespi per gli esemplari più sviluppati oppure con la semina (in gennaio-febbraio) in semenzai o terrine mantenute a una buona temperatura e tenute scarsamente umide. Le piccole piantine nate da seme dovranno essere messe a dimora allo sviluppo completo qualche foglia oltre ai cotiledoni.

## Malattie e parassiti
In generale, la Gazania è una pianta molto robusta e di solito non viene attaccata da insetti parassiti, che possono essere perlopiù afidi, cocciniglie o ragnetti rossi eliminabili con un buon insetticida specifico o con la lotta biologica.

La minaccia più importante è invece data dagli attacchi fungini che in generale si presentano in casi di elevatissima umidità ambientale, mancanza di ventilazione e di sole diretto.

In caso di attacco da marciume radicale i primi sintomi sono macchie marroni sulle foglie che si espandono e portano al rapido deperimento della pianta. In questo caso trattare con un buon prodotto anticrittogamico e correggere il metodo di coltivazione.

## Immagini di alcune specie

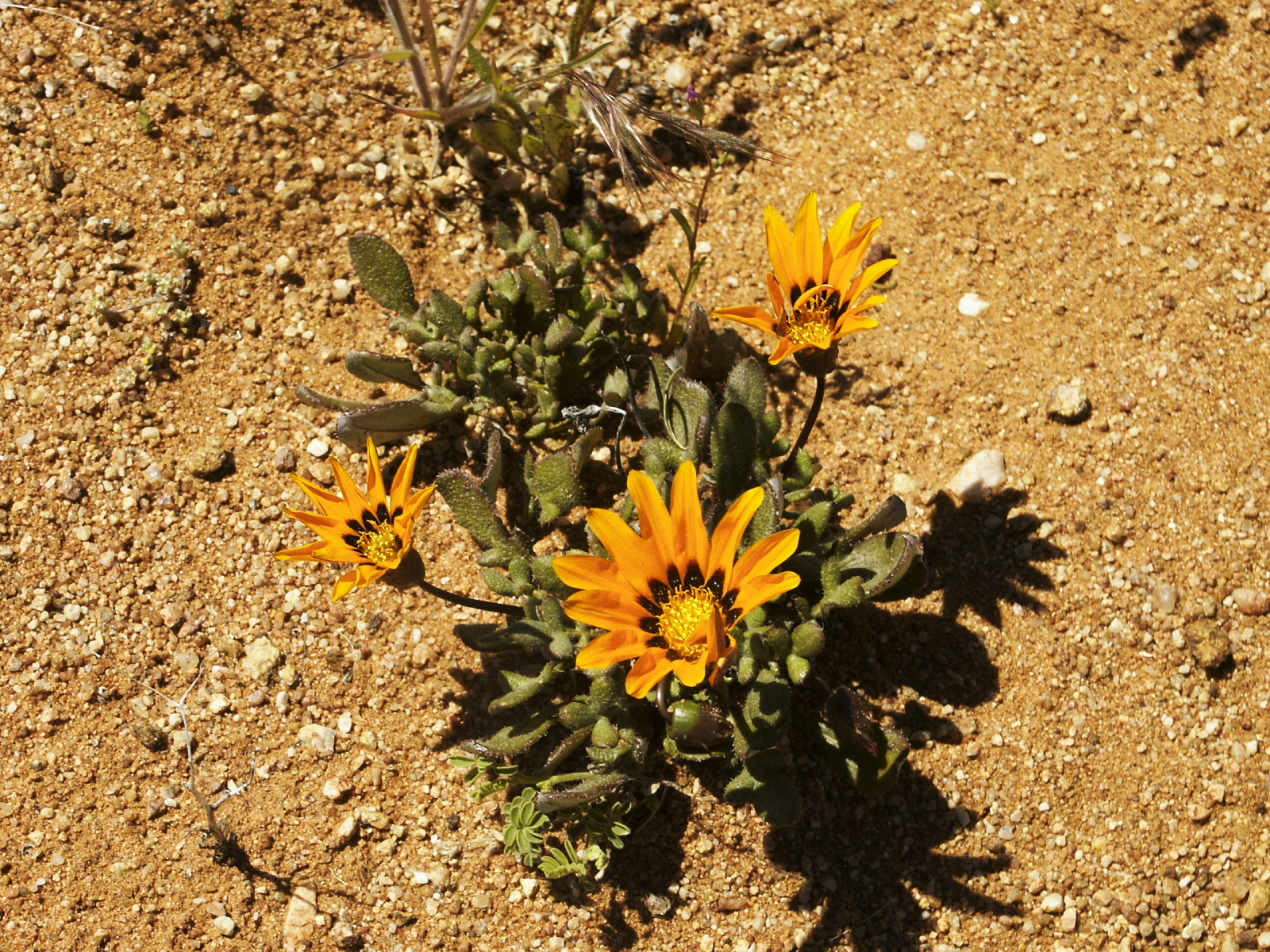
Gazania krebsiana
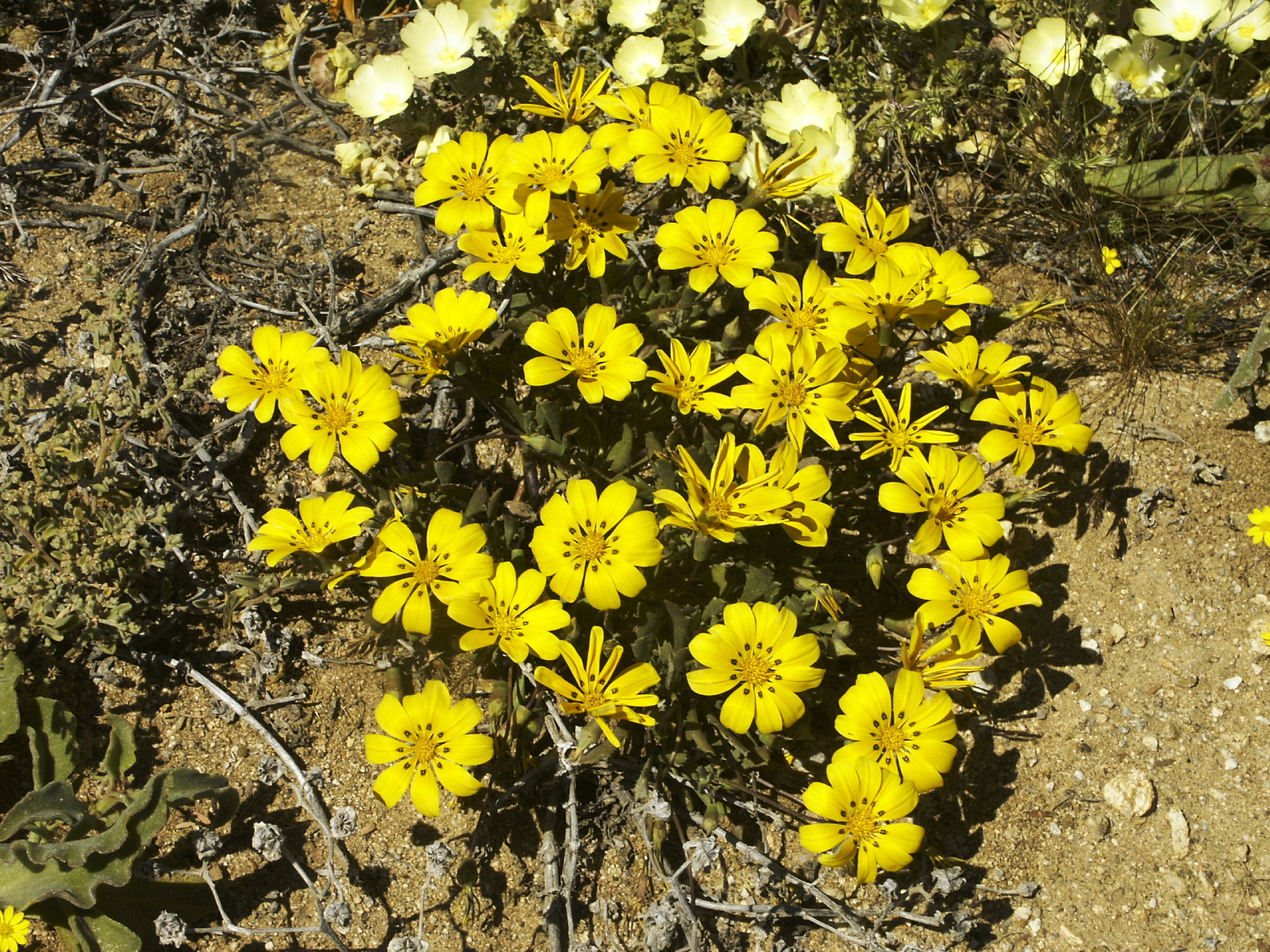
Gazania lichtensteinii
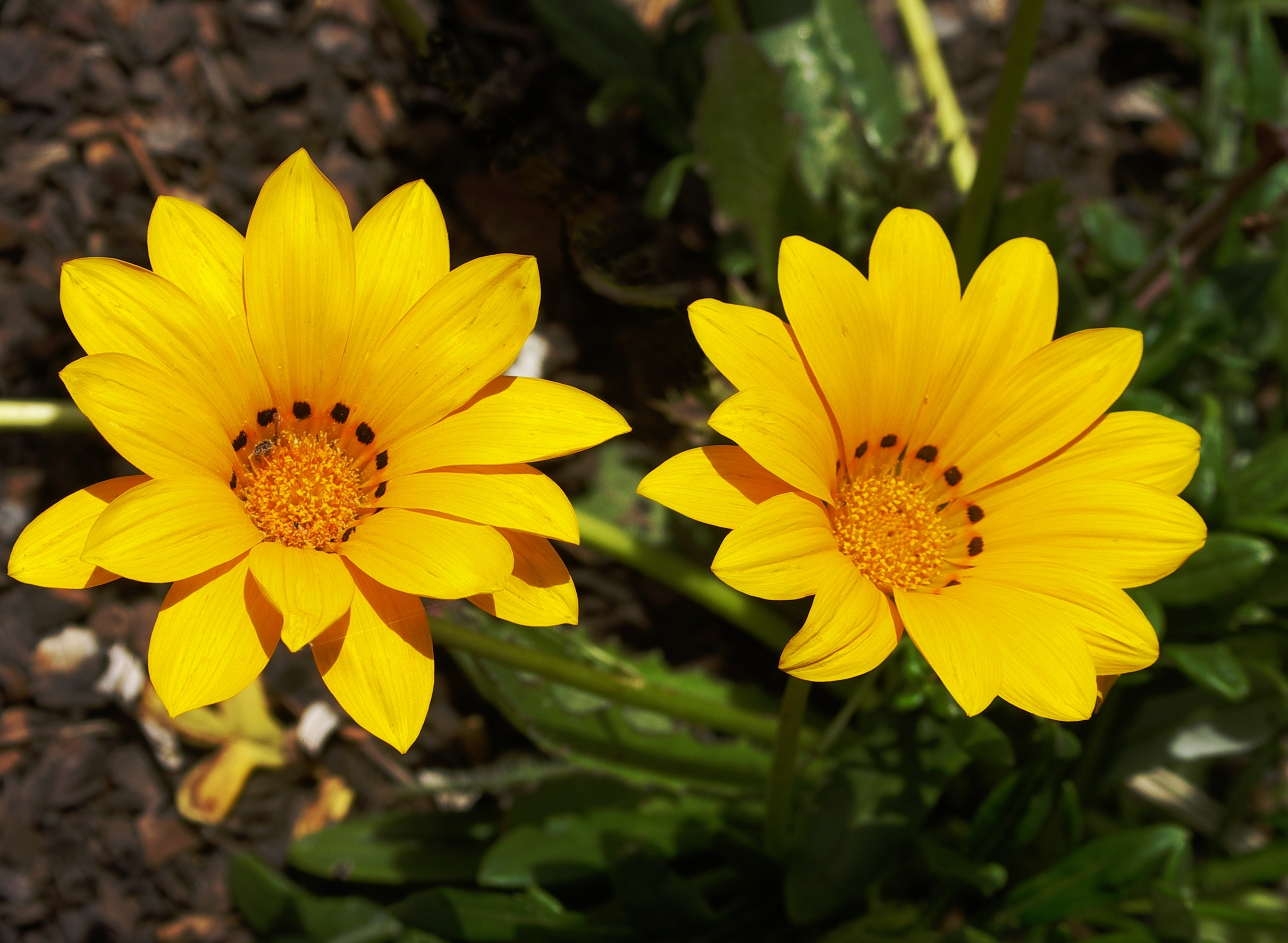
Gazania rigens
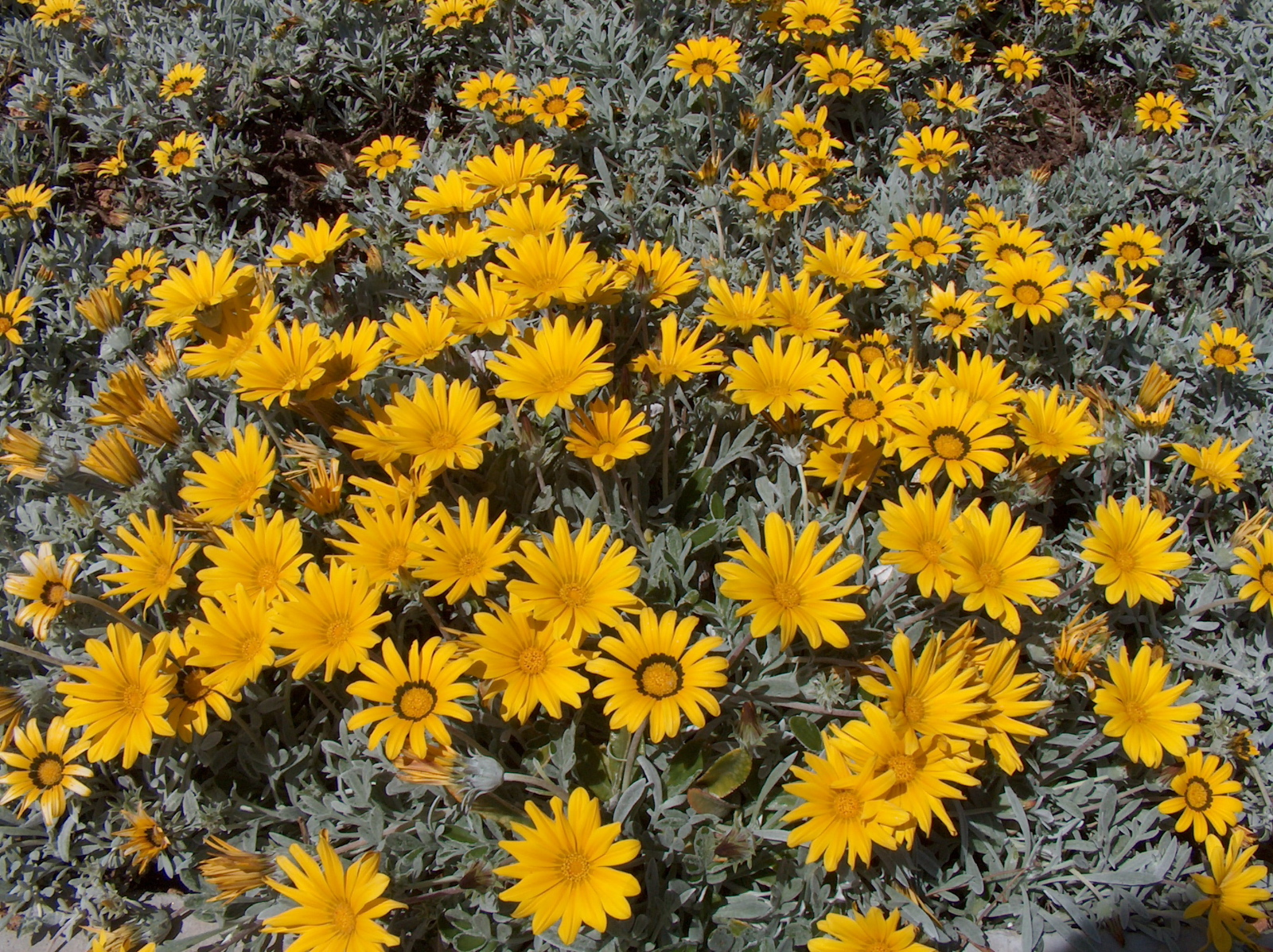
Gazania longiscapa